# Mac Pro (2019)
De Mac Pro die Apple Inc. in september 2019 uitbracht is de derde generatie Mac Pro. De desktopcomputer werd voorgesteld tijdens de WWDC in 2019 en heeft ten opzichte van zijn voorganger weer een klassiek ontwerp gekregen, lijkend op de Power Mac G5 uit 2006. Tijdens de presentatie werd ook een bijpassend beeldscherm getoond, de Pro Display XDR, een 6K-scherm met hetzelfde ontwerp.
De Mac Pro wordt net als de vorige generatie geassembleerd in Austin, Texas, door Apples leverancier Flextronics.
De Mac Pro kwam op de markt op 10 december 2019.

## Ontvangst
De Mac Pro werd overwegend positief ontvangen in recensies en werd geprezen om zijn hoge mate van repareerbaarheid. IFixit, een website bekend om hun demontages, gaf het een reparatiescore van 9/10, en gaf aan dat elk onderdeel van de Mac Pro vervangbaar is.
Vanwege het uiterlijk met ventilatiegaten kreeg dit model ook wel de bijnaam de kaasrasp (cheese grater).

## Specificaties
| Onderdeel          | Specificaties |
| ------------------ | --- |
| Component          | Intel Xeon W 8-, 12-, 16-, 24-, or 28-core |
| Verschijningsdatum | 10 december 2019 |
| Modelnummer        | A1991 |
| Processor          | 3,5 GHz 8-core Intel Xeon W-3223 met 24,5 MB cache optioneel Xeon W-3235 3,3 GHz 12-core met 31,2 MB cache, Xeon W-3245 3,2 GHz 16-core met 38 MB cache, Xeon W-3265M 2,7 GHz 24-core met 57 MB cache, Xeon W-3275M 2,5 GHz 28-core met 66,5 MB cache                                    |
| RAM                | 32 GB (4 x 8 GB) uitbreidbaar tot 768 GB (6 x 128 GB DIMMs of 12 x 64 GB DIMMs, 8-core tot 16-core), of tot 1,5 TB (12 x 128GB DIMMs, 24-core en 28-core) DDR4 ECC-geheugen op 2666 MHz (8-core) of 2933 MHz (van 12- tot 28-core)                                                       |
| Graphics (GPU)     | AMD Radeon Pro 580X met 8GB GDDR5-geheugen optioneel single of dual Radeon Pro Vega II met 32/64 GB HBM2-geheugen of single- of dual-Radeon Pro Vega II Duo met 64/128 GB HBM2-geheugen                                                                                                  |
| Secondaire opslag  | 256 GB flashgeheugen optioneel 1 TB, 2 TB of 4 TB flashgeheugen PCIe SSD, twee modules |
| Beveiligingschip   | Apple T2 |
| Connectiviteit     | Wi-Fi 5 (802.11a/b/g/n/ac), tot 1,3 Gbit/s 2× 10 Gigabit Ethernet Bluetooth 5.0 |
| Randapparatuur     | Thunderbolt 3 (USB-C 3.1 Gen 2) met ondersteuning voor DisplayPort USB 3.0 Type-A HDMI 2.0 2× (580X, dual Vega II/Vega II Duo) 1× (single Vega II/Vega II Duo) 2× SATA-poort |
| Beeldschermen      | zes 4K-schermen, twee 5K-schermen, of twee Pro Display XDRs (580X) zes 4K-schermen, drie 5K-schermen, of twee Pro Display XDRs (Vega II) acht 4K-schermen, vier 5K-schermen, of vier Pro Display XDRs (single Vega II Duo) twaalf 4K-schermen of zes Pro Display XDRs (dual Vega II Duo) |
| Audio              | 3,5 mm audiostekker, ingebouwde luidspreker |
| Afmetingen         | 52,9 cm × 21,8 cm × 45 cm (h × b × d) |
| Gewicht            | 18 kg |
| Besturingssysteem  | macOS 10.15 Catalina tot en met macOS 14 Sonoma (huidige versie) |